# Cerkiew Zaśnięcia Najświętszej Maryi Panny w Łomnej
Cerkiew Zaśnięcia NMP w Łomnej – nieistniejąca drewniana parafialna cerkiew greckokatolicka, znajdowała się w Łomnej, w gminie Bircza, w powiecie przemyskim.
Została zbudowana w latach 1851-1852, została zniszczona w 1946.